# Jean Baggioni
Jean Baggioni, né le 9 août 1939 à Tox, est un enseignant et homme politique français.

## Biographie
Enseignant de profession, il est élu maire de Ville-di-Pietrabugno en mars 1965 à l’âge de 26 ans, faisant de lui le plus jeune maire de l’île.
Il fait son entrée au conseil général de la Haute-Corse en 1973 en remportant le scrutin dans le canton de San-Martino-di-Lota et demeure conseiller général jusqu'en 1994.
Le 2 avril 1992, il devient le premier président du conseil exécutif de l'Assemblée de Corse. Deux ans plus tard, en 26e position sur la liste UDF-RPR conduite par Dominique Baudis, il est élu député européen mais n'est pas reconduit lors de l'élection suivante.
En avril 2004, trois ans après avoir laissé les clefs de la mairie à son premier adjoint et ayant quitté la présidence du conseil exécutif, il retrouve son fauteuil de maire. Lors des élections municipales de 2014, il ne se représente pas et met ainsi fin à sa carrière politique.

## Détail des fonctions et des mandats
Mandat parlementaire
- 19 juillet 1994 - 19 juillet 1999 : député européen

Mandats locaux
- 6 avril 2004 - mars 2014 : maire de Ville-di-Pietrabugno[1]
- 2 avril 1992 - 4 avril 2004 : président du conseil exécutif de Corse
- 1986 - 1992 : vice-président de l'Assemblée de Corse
- 1982 - 2004 : conseiller territorial de Corse
- 1973 - 1994 : conseiller général du canton de San-Martino-di-Lota
- 21 mars 1965 - 17 mars 2001 : maire de Ville-di-Pietrabugno[1]

## Décorations
- Officier de la Légion d'honneur
- Officier de l'Ordre national du Mérite
- Officier des Palmes académiques
- Médaille d'argent de la Jeunesse et des Sports